# Thure Annerstedt

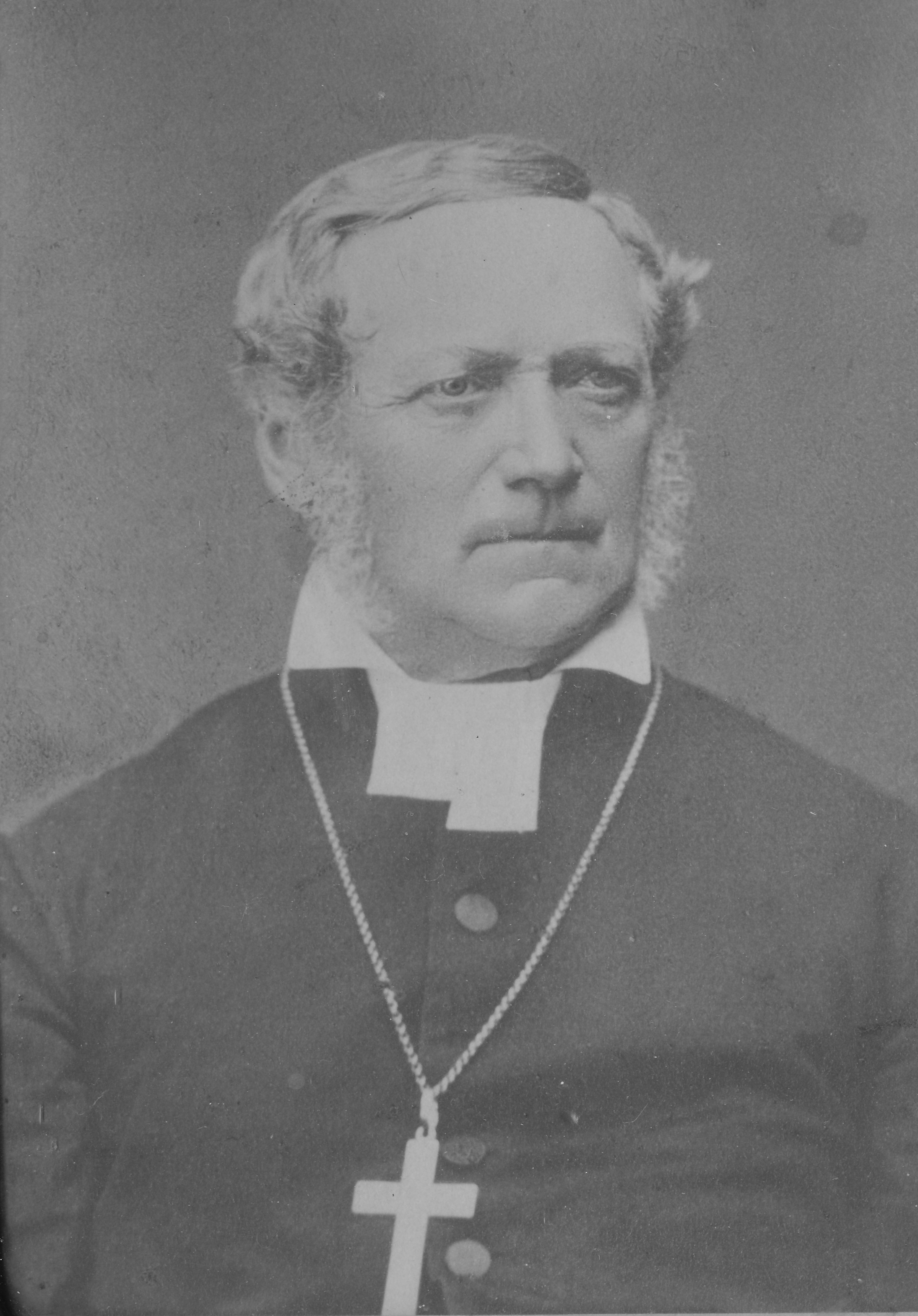
Thure Annerstedt

Thure Annerstedt, auch Ture Annerstedt (* 6. Januar 1806 in Tensta; † 6. November 1880 in Strängnäs) war ein schwedischer lutherischer Theologe und Bischof. Von 1852 bis 1880 war er in Strängnäs als Bischof tätig.

## Leben
Thure Annerstedt studierte ab 1824 an der Universität Uppsala und erwarb 1830 den Grad eines Magisters. 1833 erhielt er eine Dozentur für Pastoraltheologie (1840 in eine Stelle als Adjunkt umgewandelt) und wurde 1839 zum Lic. theol. und 1845 zum Dr. theol. promoviert. 1846 wurde er Hauptpastor (kyrkoherde) in Örebro. Von 1852 (Einführung am 6. Juni) bis zu seinem Tod amtierte er als Bischof von Strängnäs. Schon 1847 war er auch Mitglied des Vierständereichstags geworden und wirkte dort bis zu dessen Auflösung 1866, ab 1862 als stellvertretender Sprecher des Pfarrerstandes. Als Konservativer widersetzte er sich der Einführung der Repräsentativverfassung bis zuletzt.
Annerstedt arbeitete ab 1850 in den Komitees mit, die eine neue Perikopenordnung und später eine neue Agende sowie einen neuen Katechismus für die Schwedische Kirche erarbeiteten. Bei der Beerdigung von König Oskar I. in der Stockholmer Riddarholmskyrkan am 8. August 1859 hielt er die Leichenpredigt.

## Familie
Annerstedts Eltern waren der Jurist Samuel Annerstedt, Sohn des Theologieprofessors Daniel Annerstedt, und Freiherrin Charlotta Ulrika Cederström, Tochter des Offiziers Jakob Cederström. Einer seiner Brüder war der Gymnasialrektor Rudolf Annerstedt.
Seit 1835 war Annerstedt mit seiner Cousine Charlotta Cederström (1812–1895) verheiratet.

## Auszeichnungen
Annerstedt wurde 1851 in den Nordstern-Orden aufgenommen. 1860 erhielt er das Großkreuz als Kommandeur und wurde gleichzeitig zum Ordensbischof ernannt.